# 園田勇
園田 勇（そのだ いさむ、1946年11月5日 - ）は、福岡県山門郡三橋町（現：柳川市）出身の日本の柔道家。1976年モントリオールオリンピック柔道男子80kg級金メダリスト。身長177cm。得意技は大外刈。5人兄弟の末っ子。

## 経歴
福岡電波高校から福岡工業大学に進学後、1969年世界柔道選手権大会の80kg級で金メダルを獲得した。この大会では兄の園田義男も63kg級で金メダルを獲得した。大学卒業後は丸善石油に入社し柔道を続けたが柔道は仕事が終了した夕方からしかできなかった。1972年6月に福岡県警察に入り警察官に対しての柔道コーチを始めた。
1973年世界柔道選手権大会で銀メダル、1976年のモントリオールオリンピックには4歳下の強力なライバル藤猪省三と競い代表の座を得ると本大会でも金メダルを獲得した。1978年の嘉納治五郎杯国際柔道選手権大会を最後に選手生活を終了し指導者の道に進んだ彼は2000年のシドニーオリンピックで銅メダルを獲得した日下部基栄などを育て上げた。
現役時代は中量級ながら、体重無差別の全日本選手権にも10年連続で出場を果たした。
福岡県内では園田勇杯少年柔道大会が2008年までに29回開催されている。

## 主な戦績
中量級での戦績
- 1967年 - 全日本学生柔道選手権大会 優勝
- 1967年 - ユニバーシアード 優勝
- 1968年 - 全日本学生柔道選手権大会 優勝
- 1968年 - 選抜体重別 軽重量級 2位
- 1969年 - 全日本選手権 3位
- 1969年 - 選抜体重別 優勝
- 1969年 - 世界選手権 優勝
- 1970年 - 全日本選手権 3位
- 1970年 - 選抜体重別 優勝
- 1971年 - 選抜体重別 3位
- 1972年 - 選抜体重別 優勝
- 1973年 - フランス国際 優勝
- 1973年 - 世界選手権 2位
- 1974年 - 選抜体重別 3位
- 1975年 - 選抜体重別 2位
- 1976年 - 選抜体重別 優勝
- 1976年 - モントリオールオリンピック 優勝

86kg級での戦績
- 1977年 - 選抜体重別 優勝
- 1978年 - 選抜体重別 2位
- 1978年 - 嘉納杯 優勝